# Vindhya Pradesh
Vindhya Pradesh fue un antiguo estado de la India entre 1948 y 1956. Ocupaba una superficie de 61.131,5 km². Fue creado en 1948, poco después de la independencia de la India, a partir de los territorios de los estados principescos ubicados en la porción oriental de la antigua Agencia de la India Central. Su nombre provenía de la cordillera de Vindhya, que discurre por el centro de la provincia. La capital del estado fue Rewa. Se encontraba entre Uttar Pradesh, al norte y Madhya Pradesh, al sur, y el enclave de Datia, que se encontraba a poca distancia hacia el oeste, estaba rodeado por el estado de Madhya Bharat.
Vindhya Pradesh fue fusionado con Madhya Pradesh en 1956, a raíz del Acta de Reorganización de los Estados Indios.

## Historia

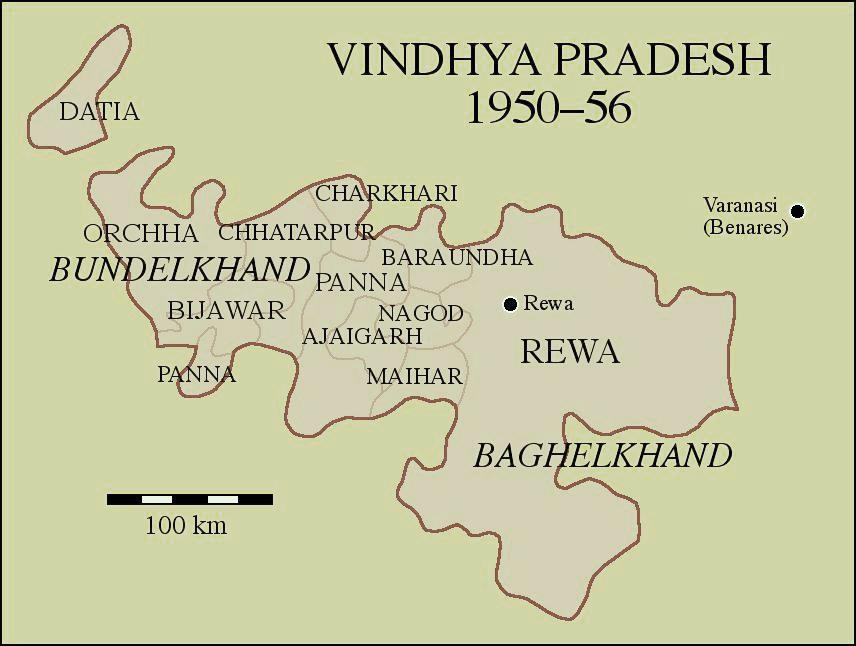
Mapa de Vindhya Pradesh entre 1948 y 1956.

El estado Vindhya Pradesh se formó el 12 de marzo de 1948, e inaugurado el 4 de abril de 1948. Debe su formación a la fusión de 35 estados principescos:
1. Rewa
2. Panna
3. Datia
4. Orchha
5. Ajaigarh
6. Baoni
7. Baraundha
8. Bijawar
9. Chhatarpur
10. Charkhari
11. Maihar
12. Nagod
13. Samthar
14. Alipura
15. Banka-Pahari
16. Beri
17. Bhaisunda
18. Bihat
19. Bijna
20. Dhurwai
21. Garrauli
22. Gaurihar
23. Jaso
24. Jigni
25. Khaniadhana
26. Kamta Rajaula
27. Kothi
28. Lugasi
29. Naigawan Rebai
30. Pahra
31. Paldeo
32. Sarila
33. Sohawal
34. Taraon
35. Tori-Fatehpur

El 25 de enero de 1950, 10 de los antiguos estados principescos, a saber Bihat, Banka Paharee, Baoni, Beri, Bijna, Charkhari, Jigni, Samthar, Sarila y Tori-Fatehpur fueron transferidos a Uttar Pradesh y Madhya Bharat. Vindhya Pradesh, junto con los estados de Madhya Bharat y de Bhopal, se combinó en Madhya Pradesh el 1 de noviembre de 1956.